# !!!
Pour l'album, voir !!! (album).
!!! (qui se prononce tchik tchik tchik ou, à la convenance, toute autre syllabe répétée trois fois) est un groupe de rock indépendant américain, originaire de Sacramento, en Californie. Il est formé pendant l'été  1995 de la fusion d'une partie des groupes Black Liquorice et Popesmashers. Ce nom à but anticonformiste a l'inconvénient d'être, selon Spin Magazine, « le plus dur des noms de groupe pour Google ». Leur label a tenté de leur faire adopter chk chk chk pour améliorer leur présence sur internet. En effet, la recherche Google !!! ne renvoie aucun résultat.

## Biographie
!!! est un groupe américain formé pendant l'été 1995 de la fusion d'une partie des groupes Black Liquorice et Popesmashers. Après une tournée commune réussie, ces deux formations ont décidé de mélanger le disco-funk avec des sonorités plus agressives et d'intégrer le chanteur Nic Offer du groupe de hardcore Yah Mos.

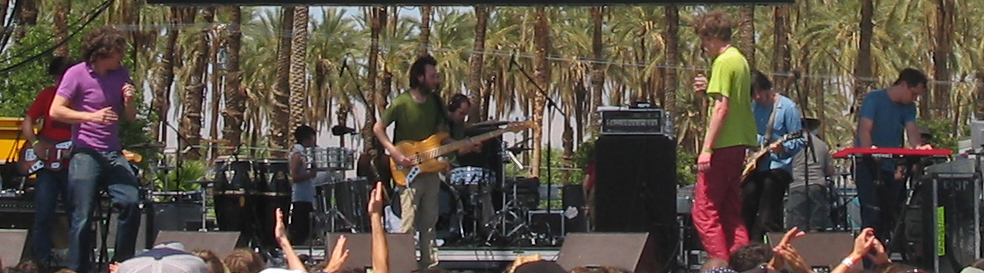
!!! au Coachella Valley Music and Arts Festival le 2 mai 2004

Basé en parallèle à Sacramento en Californie et à New York, c'est en 2000 que son premier album homonyme sort sous le label Gold Standard Laboratories. Il est suivi en 2003 par le très acclamé single Me and Giuliani Down By the School Yard, un long titre combinant un tempo house avec une ligne de basse funky, des guitares psychédéliques, et des paroles simples et idiotes qui citent les titres de chansons de Footloose. Les membres sont connus pour leurs interprétations scéniques vives, et sont généralement associés au mouvement dance-punk. Leur deuxième album, Louden Up Now sort en juin 2004, chez Touch and Go Records aux États-Unis et Warp Records en Europe.
Ils publient leur troisième album, Myth Takes en 2007,. !!! se compose de Mario Andreoni (guitare), Jerry Fuchs (batterie), Dan Gorman (aérophone, percussion et clavier), Nic Offer (voix), Tyler Pope (guitare et appareillage électronique), John Pugh (percussion et voix), Justin Vandervolgen (basse et effet) et Allan Wilson (aérophone, percussion et clavier). La bande partage également une partie des membres du groupe Out Hud (incluant Tyler Pope et appartenant aussi à LCD Soundsystem) qui jouent de la musique instrumentale plus influencée par le dub et la musique expérimentale. En juillet 2007, John Pugh quitte la formation pour se consacrer à son nouveau groupe, Free Blood. Il est remplacé durant les tournées par Shannon Funchess.
Leur batteur Jerry Fuchs meurt le 8 novembre 2009 d'un accident d'ascenseur à New York. Leur septième album, Shake the Shudder, sort en mai 2017.